# Stade Taïeb-Mehiri
 (mars 2025).
Le stade Taïeb-Mehiri ou stade Taïeb-Mhiri (arabe : ملعب الطيّب المهيري) est le stade principal de la ville de Sfax. Il porte le nom de l'ancien ministre Taïeb Mehiri.
Bien qu'il soit polyvalent, il est le plus souvent associé au football. L'équipe du Club sportif sfaxien y a ainsi élu domicile.

## Histoire
Ouvert en 1938, il est rénové en 2004 pour accueillir la coupe d'Afrique des nations 2004 (CAN 2004). Il a une capacité de 12 000 places.

## Manifestations
| Match                  | Score    | Phase            |
| ---------------------- | -------- | ---------------- |
| Zimbabwe - Égypte      | 1-2      | Groupe C         |
| Cameroun - Zimbabwe    | 5-3      | Groupe C         |
| Afrique du Sud - Bénin | 2-0      | Groupe D         |
| Maroc - Bénin          | 4-0      | Groupe D         |
| Nigeria - Bénin        | 2-1      | Groupe D         |
| Maroc - Algérie        | 3-1a. p. | Quarts de finale |